# West African Senior School Certificate Examination
Le West African Senior School Certificate Examination (WASSCE, « examen scolaire avancé de l'Afrique de l'Ouest »), est un type d'examen normalisé en Afrique de l'Ouest. Il est géré par le Conseil des examens de l'Afrique de l'Ouest. Il est uniquement accessible aux candidats résidant dans des pays d'Afrique anglophones.

## Le système d'évaluation
| Catégorie | Equivalent Numérique (%) | Définition |
| --------- | ------------------------ | ---------- |
| A1        | 75-100                   | Excellent  |
| B2        | 70-74                    | Très bien  |
| B3        | 65-69                    | Bien       |
| C4        | 60-64                    | Correct    |
| C5        | 55-59                    | Correct    |
| C6        | 50-54                    | Correct    |
| D7        | 45-49                    | Suffisant  |
| E8        | 40-44                    | Suffisant  |
| F9        | 0-39                     | Échec      |